# Univerzální vlastnost
Univerzální vlastnost je v matematice v teorii kategorií vlastnost, která charakterizuje výsledek určitých konstrukcí (až na izomorfismus). Univerzální vlastnost lze díky tomu použít pro definici určitých objektů nezávisle na metodě použité pro jejich konstrukci. Například definice celých čísel z přirozených čísel, racionálních čísel z celých čísel, reálných čísel z racionální čísel a okruhů polynomů z těles jejich koeficientů mohou být všechny provedeny z hlediska univerzálních vlastností. Konkrétně koncept univerzální vlastnosti umožňuje jednoduchý důkaz, že všechny konstrukce reálných čísel jsou ekvivalentní: stačí dokázat, že vyhovují stejné univerzální vlastnosti.
Technicky je univerzální vlastnost definována v pojmech kategorií a funktorů pomocí univerzálního morfismu (viz Formální definice níže). Univerzální morfismy bychom také mohli uvažovat abstraktněji jako iniciální nebo terminální objekty čárkové kategorie (viz Souvislost s čárkovými kategoriemi níže).
Univerzální vlastnosti se v matematice objevují skoro všude a použití tohoto konceptu umožňuje použití obecných vlastností univerzálních vlastností pro snadné důkazy některých vlastností, které by se jinak dokazovaly obtížně nebo zdlouhavě. Je-li například dán komutativní okruh R, podílové těleso faktorokruhu okruhu R podle prvoideálu p lze identifikovat s tělesem zbytkových tříd lokalizace okruhu R v p; což je {\displaystyle R_{p}/pR_{p}\cong \operatorname {Frac} (R/p)} (všechny tyto konstrukce lze definovat pomocí univerzálních vlastností).
K dalším objektům, které lze definovat univerzálními vlastnostmi, patří: všechny volné objekty, přímé produkty a přímé součty, volné grupy, volné svazy, Grothendieckovy grupy, zúplnění metrického prostoru, zúplnění okruhu, Dedekindovo–MacNeillovo zúplnění, součinové topologie, Stoneova–Čechova kompaktifikace, tenzorové součiny, inverzní limity a přímé limity, jádra a cokernely, faktorové grupy, kvocientní vektorové prostory a jiné kvocientní prostory.

## Motivace
Před uvedením formální definice univerzální vlastnosti uvedeme některé motivace pro studium takových konstrukcí.
- Konkrétní detaily dané konstrukce mohou být komplikované, ale, pokud konstrukce splňuje univerzální vlastnost, můžeme zapomenout na všechny tyto detaily: je třeba znát o konstrukce je už obsahoval v univerzální vlastnost. Důkazy často se stane krátký a elegantní, pokud univerzální vlastnost se používá místo konkrétní detaily. Například tenzorovou algebru vektorového prostoru je nepatrně složitější zkonstruovat, ale je mnohem snazší s nimi pracovat díky jeho univerzální vlastnosti.
- Univerzální vlastnosti definuje objekty jednoznačně až na jediný izomorfismus.[1] Proto jednou strategií, jak dokázat, že dva objekty jsou izomorfní, je ukázat, že vyhovují stejné univerzální vlastnosti.
- Univerzální konstrukce jsou svou povahou funktoriální: pokud můžeme provést konstrukci pro každý objekt v kategorii C, pak dostáváme funktor na C. Tento funktor je navíc pravým nebo levým adjunktem funktoru U použitého v definici univerzální vlastnosti.[2]
- Univerzální vlastnosti se objevují všude v matematice. Porozuměním jejich abstraktním vlastnostem dostáváme informace o všech těchto konstrukcích a můžeme se vyhnout opakování stejné analýzy pro každou jednotlivou instanci.

## Formální definice
Pro pochopení definice univerzální konstrukce, je důležité se podívat na příklady. Univerzální konstrukce byly ne definovaný z tenké vzduch, ale byly spíše definovaný, když si matematici začali všímat určitého vzoru v mnoha matematických konstrukcích (viz Příklady níže). Definice nám tedy nemusí dávat smysl napoprvé, ale stane se jasnou, když se uvede v soulad s konkrétními příklady.
Nechť {\displaystyle F:{\mathcal {C}}\to {\mathcal {D}}} je funktor mezi kategoriemi {\displaystyle {\mathcal {C}}} a {\displaystyle {\mathcal {D}}}. Dále nechť {\displaystyle X} je objekt z {\displaystyle {\mathcal {D}}}, {\displaystyle A} a {\displaystyle A'} jsou objekty z {\displaystyle {\mathcal {C}}}, a {\displaystyle h:A\to A'} je morfismus v {\displaystyle {\mathcal {C}}}.
Pak funktor {\displaystyle F} převádí {\displaystyle A}, {\displaystyle A'} a {\displaystyle h} v {\displaystyle {\mathcal {C}}} na {\displaystyle F(A)}, {\displaystyle F(A')} a {\displaystyle F(h)} v {\displaystyle {\mathcal {D}}}.
Univerzální morfismus z {\displaystyle X} do {\displaystyle F} je jedinečná dvojice {\displaystyle (A,u:X\to F(A))} v {\displaystyle {\mathcal {D}},} která má následující vlastnost, obvykle označovanou jako univerzální vlastnost:
Pro libovolný morfismus tvaru
{\displaystyle f:X\to F(A')} v {\displaystyle {\mathcal {D}}}, existuje jediný morfismus {\displaystyle h:A\to A'} v {\displaystyle {\mathcal {C}}} takový, že následující diagram komutuje:

Tento kategoriální koncept můžeme dualizovat. Univerzální morfismus z {\displaystyle F} do {\displaystyle X} je jediná dvojice {\displaystyle (A,u:F(A)\to X),} která vyhovuje následující univerzální vlastnosti:
Pro libovolný morfismus tvaru {\displaystyle f:F(A')\to X} v {\displaystyle {\mathcal {D}}} existuje jediný morfismus {\displaystyle h:A'\to A} v {\displaystyle {\mathcal {C}}} takový, že následující diagram komutuje:
Všimněte si, že v druhém diagramu jsou šipky obrácené. Obě definice jsou nezbytné pro popis univerzálních konstrukcí, které se vyskytují v matematice; ale také se objevují kvůli inherentní dualitě přítomné v teorii kategorií.
V obou případech říkáme, že dvojice {\displaystyle (A,u),} která se chová, jak je uvedeno výše, splňuje univerzální vlastnost.

## Příklady

### Produkty
Kategoriální součin lze charakterizovat univerzální konstrukcí. Konkrétně můžeme uvažovat kartézský součin v Set, přímý součin v Grp nebo součinovou topologii v Top, kde existují produkty.
Nechť {\displaystyle X} a {\displaystyle Y} jsou objekty kategorie {\displaystyle {\mathcal {C}}} s konečnými produkty. Součin {\displaystyle X} a {\displaystyle Y} je objekt {\displaystyle X} × {\displaystyle Y} spolu s dvěma morfismy
{\displaystyle \pi _{1}} : {\displaystyle X\times Y\to X}
{\displaystyle \pi _{2}} : {\displaystyle X\times Y\to Y}
takovými, že pro libovolný jiný objekt {\displaystyle Z} z {\displaystyle {\mathcal {C}}} a morfismy {\displaystyle f:Z\to X} a {\displaystyle g:Z\to Y} existuje jediný morfismus {\displaystyle h:Z\to X\times Y} takový, že {\displaystyle f=\pi _{1}\circ h} a {\displaystyle g=\pi _{2}\circ h}.
Pro pochopení této charakterizace jako univerzální vlastnosti uvažujme kategorii {\displaystyle {\mathcal {D}}} jako produktovou kategorii {\displaystyle {\mathcal {C}}\times {\mathcal {C}}} a definujme diagonální funktor
{\displaystyle \Delta :{\mathcal {C}}\to {\mathcal {C}}\times {\mathcal {C}}}
vztahy {\displaystyle \Delta (X)=(X,X)} a {\displaystyle \Delta (f:X\to Y)=(f,f)}. Pak {\displaystyle (X\times Y,(\pi _{1},\pi _{2}))} je univerzální morfismus z {\displaystyle \Delta } do objektu {\displaystyle (X,Y)} z {\displaystyle {\mathcal {C}}\times {\mathcal {C}}}: pokud {\displaystyle (f,g)} je libovolný morfismus ze {\displaystyle (Z,Z)} do {\displaystyle (X,Y)}, pak musí být roven
morfismu {\displaystyle \Delta (h:Z\to X\times Y)=(h,h)} z {\displaystyle \Delta (Z)=(Z,Z)}
do {\displaystyle \Delta (X\times Y)=(X\times Y,X\times Y)} následovanému {\displaystyle (\pi _{1},\pi _{2})}. Vyjádřeno komutativním diagramem:
 V případě kartézského součinu v Set je morfismus {\displaystyle (\pi _{1},\pi _{2})} tvořen dvěma projekcemi {\displaystyle \pi _{1}(x,y)=x} a {\displaystyle \pi _{2}(x,y)=y}. Je-li dána libovolná množina {\displaystyle Z} a unikátní zobrazení {\displaystyle f,g} takové, že požadovaný diagram komutuje, popisuje vztah {\displaystyle h=\langle x,y\rangle (z)=(f(z),g(z))}.

## Historie
Univerzální vlastnosti různých topologických konstrukcí prezentoval Pierre Samuel v roce 1948. Později je široce používal Nicolas Bourbaki. Blízce příbuzný koncept adjungovaných funktorů představil nezávisle Daniel Kan v roce 1958.